# Biroia dimidiata
Biroia dimidiata är en stekelart som först beskrevs av Brulle 1846.  Biroia dimidiata ingår i släktet Biroia och familjen bracksteklar. Inga underarter finns listade.